# Tricentrus horizontalis
Tricentrus horizontalis är en insektsart som beskrevs av William Lucas Distant. Tricentrus horizontalis ingår i släktet Tricentrus och familjen hornstritar. Inga underarter finns listade i Catalogue of Life.